# Петра-ту-Лимнити
Петра-ту-Лимнити (греч. Πέτρα του Λιμνίτη), Ешильырмак (тур. Yeşilırmak Kayalığı) — островок в заливе Морфу Средиземного моря, на севере Кипра, в районе Никосия. Непризнанная Турецкая Республика Северного Кипра считает залив Морфу своими собственными территориальными водами и контролирует остров Петра-ту-Лимнити. Расположен напротив деревни Лимнитис и устья реки Лимнити.

Раскопки Шведской кипрской экспедиции (1927–1931) на Петра-ту-Лимнити

На островке Петра-ту-Лимнити обнаружено поселение докерамического неолита, датируемое 5800—5250 гг. до н. э. Обитатели поселения жили в круглых в плане домах и хоронили умерших в ямах под полом своих жилищ.
Неолитическое поселение Петра-ту-Лимнити обнаружили в результате работы Шведской кипрской экспедиции, возглавляемой шведским археологом Эйнаром Гьерстадом. Помимо руководителя в экспедиции принимали участие археологи Эрик Шёквист и Альфред Вестхольм и архитектор Йон Линдрос. В ходе археологических работ на Кипре, которые проводились с 1927 по 1931 год, раскопали и исследовали 21 археологический памятник. Наиболее известные из них, некрополь города Энгоми, крепость Нитовикла, захоронение бронзового периода (Βρύση του Μπάρμπα) в Лапитос, персидский королевский дворец Вуни, римский театр в Солы и Петра-ту-Лимнити.